# Anevrina urbana
Anevrina urbana är en tvåvingeart som först beskrevs av Johann Wilhelm Meigen 1830.  Anevrina urbana ingår i släktet Anevrina och familjen puckelflugor.
Artens utbredningsområde är Utah. Arten är reproducerande i Sverige. Inga underarter finns listade i Catalogue of Life.